# Келли, Фредерик (легкоатлет)
Фредерик Келли (1891—1974) — американский легкоатлет, который специализировался в беге на 110 метров с барьерами. Олимпийский чемпион 1912 года с результатом 15,1. В финальном забеге он до восьмого барьера бежал на втором месте, однако лидер забеге Джон Николсон упал во время преодоления восьмого барьера и не смог продолжить борьбу за медали, а Фредерик Келли стал чемпионом. Также на Олимпиаде выступил за бейсбольную сборную США.
Завершил спортивную карьеру в 1919 году. С 1925 по 1946 год был пилотом компании Western Airlines.